# 蓝镜
蓝镜（Jiny Lan，1970年5月3日—），中国女性主义艺术家，女性主义艺术家团体"秃头戈女 "的创始成员。她出生于中华人民共和国辽宁省，自中国美术学院毕业后，于1995年来到德国。她目前在世界各地举办展览。她的作品包括绘画、表演、装置和影像。
2024年2月20日，德国杜塞尔多夫正式成立以她命名的公益性艺术基金会，以支持青年艺术家和文化项目。基金会未来还将设立艺术奖，推动优秀青年艺术的发展与推广。